# Teorema da raquete de tênis
O Teorema da Raquete de Tênis, ou Teorema do Eixo Intermediário, é um fenômeno cinético da mecânica clássica que descreve o movimento de um corpo rígido com três momentos de inércia principais distintos. Também é conhecido como o Efeito Dzhanibekov, em homenagem ao cosmonauta soviético Vladimir Dzhanibekov, que notou uma das consequências lógicas do teorema enquanto estava no espaço em 1985. Formalmente, o efeito já era conhecido há pelo menos 150 anos, tendo sido descrito por Louis Poinsot em 1834.

Principais eixos de uma raquete de tênis

O teorema descreve o seguinte efeito: a rotação de um objeto em torno de seus primeiros e terceiros eixos principais é estável, enquanto a rotação em torno de seu segundo eixo principal (ou eixo intermediário) não é.

Vídeo composto de uma raquete de tênis girando ao redor dos três eixos - o eixo intermediário muda da borda clara para a borda escura

Isso pode ser demonstrado pelo seguinte experimento: segure uma raquete de tênis pelo cabo, com a face horizontal, e jogue-a no ar de modo que ela realize uma rotação completa ao redor de seu eixo horizontal perpendicular ao cabo (ê2 no diagrama) e, em seguida, pegue o cabo. Em quase todos os casos, durante essa rotação, a face também terá completado uma meia rotação, de modo que a outra face estará agora para cima. Em contraste, é fácil lançar a raquete de modo que ela gire ao redor do eixo do cabo (ê1) sem uma meia rotação acompanhando ao redor de outro eixo; também é possível fazê-la girar ao redor do eixo vertical perpendicular ao cabo (ê3) sem qualquer meia rotação acompanhando.

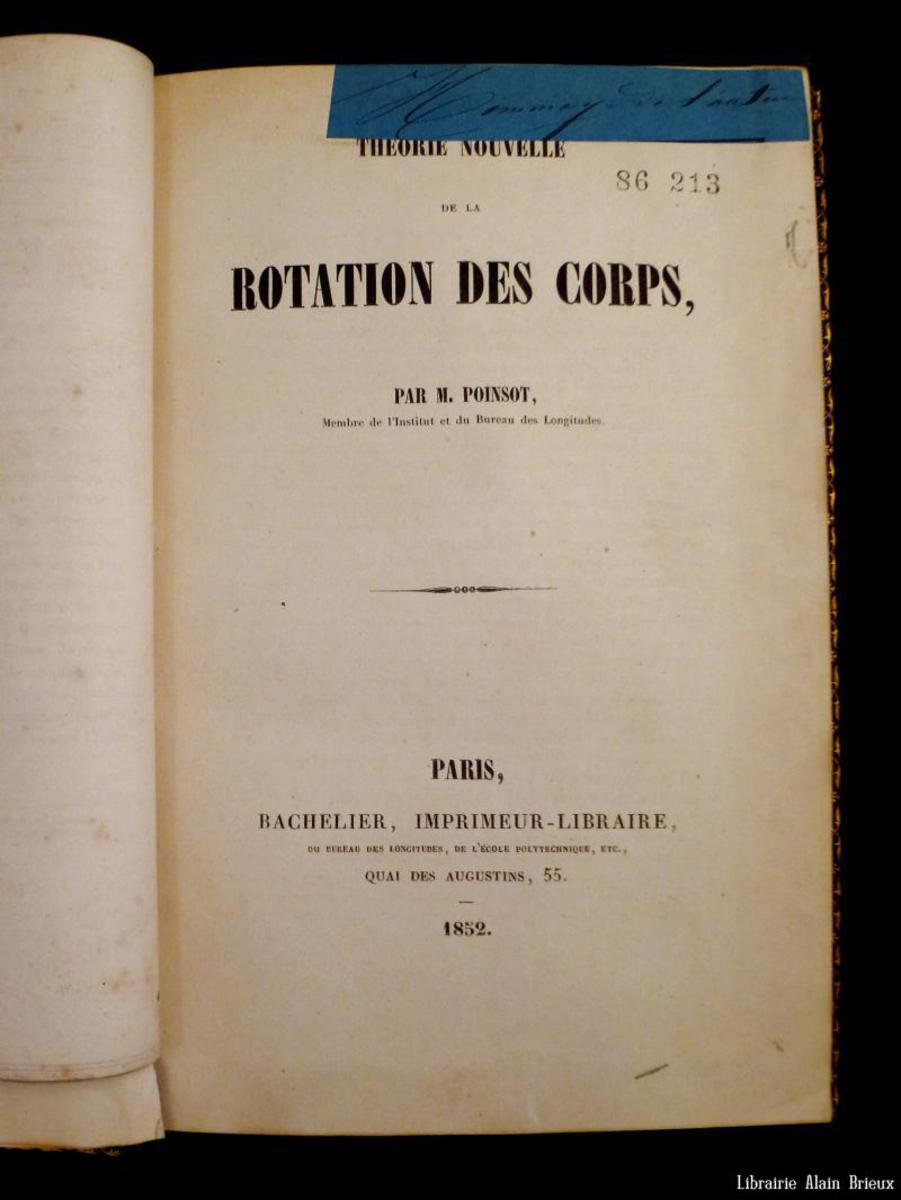
"Théorie Nouvelle de la Rotation des Corps", impressão de 1852

O experimento pode ser realizado com qualquer objeto que possua três momentos de inércia diferentes, como um livro, controle remoto ou smartphone. O efeito ocorre sempre que o eixo de rotação difere apenas ligeiramente do segundo eixo principal do objeto; a resistência do ar ou a gravidade não são necessárias.

## Teoria
O Teorema da Raquete de Tênis pode ser analisado qualitativamente com a ajuda das equações de Euler. Sob condições livres de torque, elas assumem a seguinte forma:
{\displaystyle {\begin{aligned}I_{1}{\dot {\omega }}_{1}&=-(I_{3}-I_{2})\omega _{3}\omega _{2}~~~~~~~~~~~~~~~~~~~~{\text{(1)}}\\I_{2}{\dot {\omega }}_{2}&=-(I_{1}-I_{3})\omega _{1}\omega _{3}~~~~~~~~~~~~~~~~~~~~{\text{(2)}}\\I_{3}{\dot {\omega }}_{3}&=-(I_{2}-I_{1})\omega _{2}\omega _{1}~~~~~~~~~~~~~~~~~~~~{\text{(3)}}\end{aligned}}}
Aqui, {\displaystyle I_{1},I_{2},I_{3}} denotam os momentos principais de inércia do objeto, e assumimos {\displaystyle I_{1}<I_{2}<I_{3}}. As velocidades angulares ao redor dos três eixos principais do objeto são {\displaystyle \omega _{1},\omega _{2},\omega _{3}} e suas derivadas temporais são denotadas por {\displaystyle {\dot {\omega }}_{1},{\dot {\omega }}_{2},{\dot {\omega }}_{3}}

### Rotação estável em torno do primeiro e terceiro eixo principal
Considere a situação em que o objeto está girando em torno do eixo com momento de inércia {\displaystyle I_{1}}. Para determinar a natureza do equilíbrio, assuma pequenas velocidades angulares iniciais ao longo dos outros dois eixos. Como resultado, de acordo com a equação (1), {\displaystyle ~{\dot {\omega }}_{1}} é muito pequena. Portanto, a dependência temporal de {\displaystyle ~\omega _{1}} pode ser negligenciada.
Agora, diferenciando a equação (2) e substituindo {\displaystyle {\dot {\omega }}_{3}} da equação (3),
{\displaystyle {\begin{aligned}I_{2}{\ddot {\omega }}_{2}&=-(I_{1}-I_{3})\omega _{1}{\dot {\omega }}_{3}\\I_{3}I_{2}{\ddot {\omega }}_{2}&=(I_{1}-I_{3})(I_{2}-I_{1})(\omega _{1})^{2}\omega _{2}\\{\text{i.e. }}~~~~{\ddot {\omega }}_{2}&={\text{(quantidade negativa)}}\cdot \omega _{2}\end{aligned}}}
porque {\displaystyle I_{2}-I_{1}>0} e {\displaystyle I_{1}-I_{3}<0}.
Observe que {\displaystyle \omega _{2}} está sendo oposta e, portanto, a rotação em torno deste eixo é estável para o objeto.
Um raciocínio semelhante mostra que a rotação em torno do eixo com momento de inércia {\displaystyle I_{3}} também é estável.

### Rotação instável em torno do segundo eixo principal
Agora, aplique a mesma análise ao eixo com momento de inércia {\displaystyle I_{2}.} Desta vez, {\displaystyle {\dot {\omega }}_{2}} é muito pequena. Portanto, a dependência temporal de {\displaystyle ~\omega _{2}} pode ser negligenciada.
Agora, diferenciando a equação (1) e substituindo {\displaystyle {\dot {\omega }}_{3}} da equação (3),
{\displaystyle {\begin{aligned}I_{1}I_{3}{\ddot {\omega }}_{1}&=(I_{3}-I_{2})(I_{2}-I_{1})(\omega _{2})^{2}\omega _{1}\\{\text{i.e.}}~~~~{\ddot {\omega }}_{1}&={\text{(quantidade positiva)}}\cdot \omega _{1}\end{aligned}}}
Observe que {\displaystyle \omega _{1}} não é oposta (e, portanto, crescerá) e, assim, a rotação em torno do segundo eixo é instável. Portanto, mesmo uma pequena perturbação, na forma de um valor inicial muito pequeno de {\displaystyle \omega _{1}} ou {\displaystyle \omega _{3}}, faz com que o objeto 'vire'.

### Análise Matricial
Se o objeto estiver girando principalmente ao longo do seu terceiro eixo, de modo que {\displaystyle |\omega _{3}|\gg |\omega _{1}|,|\omega _{2}|}, podemos assumir que {\displaystyle \omega _{3}} não varia muito e escrever as equações de movimento como uma equação matricial:
{\displaystyle {\frac {d}{dt}}{\begin{bmatrix}\omega _{1}\\\omega _{2}\end{bmatrix}}={\begin{bmatrix}0&-\omega _{3}(I_{3}-I_{2})/I_{1}\\-\omega _{3}(I_{1}-I_{3})/I_{2}&0\end{bmatrix}}{\begin{bmatrix}\omega _{1}\\\omega _{2}\end{bmatrix}}}
que possui traço zero e determinante positivo, implicando que o movimento de {\displaystyle (\omega _{1},\omega _{2})} é uma rotação estável em torno da origem—um ponto de equilíbrio neutro. Da mesma forma, o ponto {\displaystyle (\omega _{1},0,0)} é um ponto de equilíbrio neutro, mas {\displaystyle (0,\omega _{2},0)} é um ponto de sela.

## Análise Geométrica

Uma visualização da instabilidade do eixo intermediário. A magnitude do momento angular e a energia cinética de um objeto em rotação são ambas conservadas. Como resultado, o vetor de velocidade angular permanece na interseção de dois elipsoides. Aqui, o elipsoide amarelo é o elipsoide do momento angular, e o elipsoide azul expansivo é o elipsoide da energia

Durante o movimento, tanto a energia quanto o momento angular ao quadrado são conservados, portanto temos duas quantidades conservadas:
{\displaystyle {\begin{cases}2E=\sum _{i}I_{i}\omega _{i}^{2}\\L^{2}=\sum _{i}I_{i}^{2}\omega _{i}^{2}\end{cases}}}
Assim, para qualquer condição inicial {\displaystyle \omega (0)}, a trajetória de {\displaystyle \omega (t)} deve permanecer na curva de interseção entre dois elipsoides definidos por:
{\displaystyle {\begin{cases}\sum _{i}I_{i}\omega _{i}^{2}=\sum _{i}I_{i}\omega _{i}(0)^{2}\\\sum _{i}I_{i}^{2}\omega _{i}^{2}=\sum _{i}I_{i}^{2}\omega _{i}(0)^{2}\end{cases}}}
Isso é mostrado na animação à direita.
Ao inspecionar as equações de Euler, vemos que {\displaystyle \omega (t)=0} implica que dois componentes de {\displaystyle \omega (t)} são zero—ou seja, o objeto está exatamente girando em torno de um dos eixos principais. Em todas as outras situações, {\displaystyle \omega (t)} deve permanecer em movimento.
De acordo com as equações de Euler, se {\displaystyle \omega (t)} é uma solução, então também o é {\displaystyle c\omega (ct)} para qualquer constante {\displaystyle c>0}. Em particular, o movimento do corpo no espaço livre (obtido pela integração de {\displaystyle c\omega (ct)dt}) é exatamente o mesmo, apenas completado mais rapidamente por uma razão de {\displaystyle c}.
Consequentemente, podemos analisar a geometria do movimento com um valor fixo de {\displaystyle L^{2}} e variar {\displaystyle \omega (0)} no elipsoide fixo de momento angular ao quadrado constante. À medida que {\displaystyle \omega (0)} varia, o valor de {\displaystyle 2E} também varia, dando-nos um elipsoide variável de energia constante. Isso é mostrado na animação como um elipsoide laranja fixo e um elipsoide azul em expansão.
Para concretude, considere {\displaystyle I_{1}=1,I_{2}=2,I_{3}=3}. Então, os eixos principais do elipsoide de momento angular estão nas razões de {\displaystyle 1:1/2:1/3}, e os eixos principais do elipsoide de energia estão nas razões de {\displaystyle 1:1/{\sqrt {2}}:1/{\sqrt {3}}}. Assim, o elipsoide de momento angular é sempre mais "exagerado" do que o elipsoide de energia, como visível na animação.
Agora, inscreva em um elipsoide fixo de {\displaystyle L^{2}} suas curvas de interseção com o elipsoide de {\displaystyle 2E}, à medida que {\displaystyle 2E} aumenta de zero até o infinito. Podemos ver que as curvas evoluem da seguinte forma:

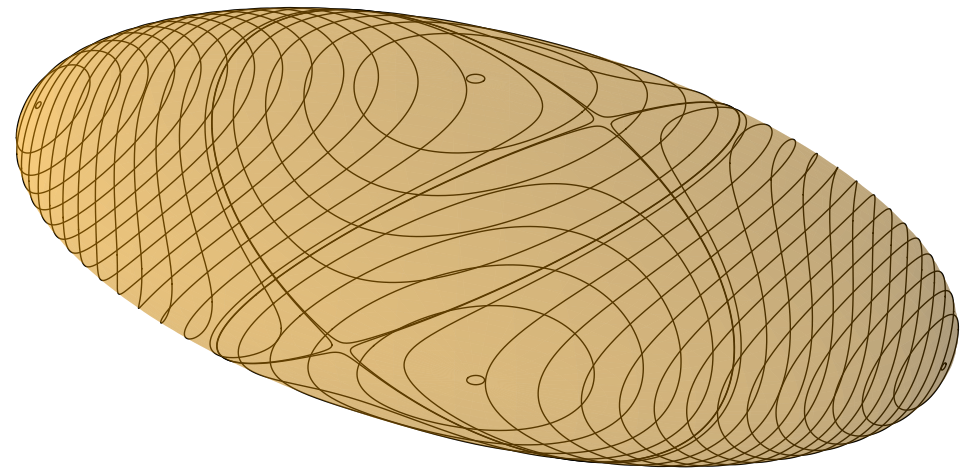
Todas as curvas de interseção do elipsoide do momento angular com o elipsoide de energia (não mostrado)

- Para energia pequena, não há interseção, pois é necessário um mínimo de energia para permanecer no elipsoide do momento angular.
- O elipsoide de energia primeiro intersecta o elipsoide do momento angular quando {\displaystyle 2E={\frac {L^{2}}{I_{3}}}}, nos pontos {\displaystyle (0,0,\pm {\frac {L}{I_{3}}})}. Isso ocorre quando o corpo está girando em torno do eixo com o maior momento de inércia.
- Eles se intersectam em dois ciclos ao redor dos pontos {\displaystyle (0,0,\pm {\frac {L}{I_{3}}})}. Como cada ciclo não contém pontos onde {\displaystyle {\dot {\omega }}=0}, o movimento de {\displaystyle \omega (t)} deve ser um movimento periódico ao redor de cada ciclo.
- Eles se intersectam em duas curvas "diagonais" que cruzam nos pontos {\displaystyle (0,\pm {\frac {L}{I_{2}}},0)}, quando {\displaystyle 2E={\frac {L^{2}}{I_{2}}}}. Se {\displaystyle \omega (t)} começar em qualquer lugar nas curvas diagonais, ele se aproximará de um dos pontos, com a distância diminuindo exponencialmente, mas nunca alcançando o ponto. Em outras palavras, temos 4 órbitas heteroclínicas entre os dois pontos de sela.
- Eles se intersectam em dois ciclos ao redor dos pontos {\displaystyle (\pm {\frac {L}{I_{1}}},0,0)}. Como cada ciclo não contém pontos onde {\displaystyle {\dot {\omega }}=0}, o movimento de {\displaystyle \omega (t)} deve ser um movimento periódico ao redor de cada ciclo.
- O elipsoide de energia finalmente intersecta o elipsoide do momento angular quando {\displaystyle 2E={\frac {L^{2}}{I_{1}}}}, nos pontos {\displaystyle (\pm {\frac {L}{I_{1}}},0,0)}. Isso ocorre quando o corpo está girando em torno do eixo com o menor momento de inércia.

O efeito da raquete de tênis ocorre quando {\displaystyle \omega (0)} está muito próximo de um ponto de sela. O corpo permanecerá próximo ao ponto de sela, moverá rapidamente para o outro ponto de sela perto de {\displaystyle \omega (T/2)}, permanecerá próximo por um longo período e assim por diante. O movimento se repete com período {\displaystyle T}.
A análise acima é feita na perspectiva de um observador que está girando com o corpo. Um observador que observa o movimento do corpo no espaço livre veria seu vetor momento angular {\displaystyle {\vec {L}}=I{\vec {\omega }}} conservado, enquanto tanto seu vetor velocidade angular {\displaystyle {\vec {\omega }}(t)} quanto seu momento de inércia {\displaystyle I(t)} passam por movimentos complicados no espaço. No início, o observador veria tanto {\displaystyle {\vec {\omega }}(0),{\vec {L}}} principalmente alinhados com o segundo eixo principal de {\displaystyle I(0)}. Depois de um tempo, o corpo realiza um movimento complicado e acaba com {\displaystyle I(T/2),{\vec {\omega }}(T/2)}, e novamente tanto {\displaystyle {\vec {L}},{\vec {\omega }}(T/2)} estão principalmente alinhados com o segundo eixo principal de {\displaystyle I(T/2)}.
Consequentemente, existem duas possibilidades: ou o segundo eixo principal do corpo rígido está na mesma direção, ou ele reverteu a direção. Se ainda estiver na mesma direção, então {\displaystyle {\vec {\omega }}(0),{\vec {\omega }}(T/2)} vistos no referencial do corpo rígido também estão principalmente na mesma direção. No entanto, acabamos de ver que {\displaystyle \omega (0)} e {\displaystyle \omega (T/2)} estão próximos aos pontos de sela opostos {\displaystyle (0,\pm L/I_{2},0)}. Contradição.
Qualitativamente, então, isso é o que um observador assistindo no espaço livre observaria:
- O corpo gira em torno de seu segundo eixo principal por um tempo.
- O corpo passa rapidamente por um movimento complicado, até que seu segundo eixo principal tenha invertido a direção.
- O corpo gira novamente em torno de seu segundo eixo principal por um tempo. Repete-se.

Isso pode ser facilmente observado na demonstração em vídeo na microgravidade.

## Com dissipação
Quando o corpo não é exatamente rígido, mas pode flexionar, dobrar ou conter líquido que se movimenta, ele pode dissipar energia através de seus graus de liberdade internos. Nesse caso, o corpo ainda tem momento angular constante, mas sua energia diminuiria, até atingir o ponto mínimo. Como analisado geometricamente acima, isso ocorre quando a velocidade angular do corpo está exatamente alinhada com seu eixo de momento de inércia máximo.
Isso ocorreu com o Explorer 1, o primeiro satélite lançado pelos Estados Unidos em 1958. O corpo alongado da espaçonave foi projetado para girar em torno de seu eixo longo (menor inércia), mas se recusou a fazê-lo, começando em vez disso a precessão devido à dissipação de energia dos elementos estruturais flexíveis.
Em geral, corpos celestes grandes ou pequenos convergiriam para uma rotação constante em torno de seu eixo de momento de inércia máximo. Quando um corpo celeste é encontrado em um estado de rotação complexo, isso geralmente ocorre devido a um impacto recente, interação de maré, ou é um fragmento de um progenitor recentemente perturbado.